# 李惠宗 (法學家)
李惠宗（1959年—），中華民國高雄市人，中華民國憲法學者。國立中興大學法商學院法律學系學士、國立臺灣大學法律研究所碩士、德國慕尼黑大學法學博士。專長領域為教育行政法、行政法與憲法，曾任法律扶助基金會董事，現為國立中興大學法律學系系主任兼法律專業學院院長。

## 著作
- 《憲法要義》，元照出版
- 《行政法要義》，元照出版
- 《教育行政法要義》，元照出版
- 《中華民國憲法概要：憲法生活的新思維》，元照出版
- 《行政罰法之理論與案例》，元照出版
- 《案例式法學方法論》，新學林出版
- 《國家賠償法要義》，新學林出版